# Lễ nhậm chức lần thứ nhất của Nguyễn Văn Thiệu
Lễ nhậm chức của Nguyễn Văn Thiệu trở thành tổng thống đầu tiên của nền Đệ nhị Cộng hòa Việt Nam diễn ra vào ngày 31 tháng 10 năm 1967, đánh dấu sự khởi đầu nhiệm kỳ thứ nhất kéo dài bốn năm của Nguyễn Văn Thiệu trong vai trò tổng thống và nhiệm kỳ duy nhất của Nguyễn Cao Kỳ trong vai trò phó tổng thống. Buổi lễ được tổ chức trước trụ sở Hạ nghị viện Việt Nam Cộng hòa, Quận 1, Sài Gòn – tức Nhà hát Thành phố Hồ Chí Minh ngày nay – và là lễ nhậm chức tổng thống thứ 2 trong lịch sử Việt Nam Cộng hòa.
Buổi lễ duyệt binh có sự góp mặt của 25.000 binh lính xếp hàng dọc theo các tuyến đường dẫn đến Công trường Lam Sơn và sự xuất hiện của đại diện đến từ 22 quốc gia, dẫn đầu bởi Phó Tổng thống Hoa Kỳ Hubert Humphrey. Khi nghi thức bắn 21 phát đại bác được tiến hành, Nguyễn Văn Thiệu và Nguyễn Cao Kỳ bước xuống từ hai chiếc Mercedes-Benz 300 S và tiến lên khán đài.